# 藤城心
藤城 心（ふじしろ こころ、2001年6月27日 - ）は、日本の女子柔道選手である。階級は52kg級。千葉県浦安市出身。富士学苑高校卒業。三井住友海上女子柔道部所属。柔道グランドスラムで銀メダルを通算2個獲得。2025年アジア選手権金メダル。

## 人物
身長159cm。血液型O型。組み手は右組み。得意技は袖釣込腰、寝技。段位は三段（2024年現在）。IJF世界ランキングは360ポイント獲得で9位（2025年7月28日現在）。
職場は三井住友海上あいおい生命保険人事総務部。
「アイドルに憧れる柔道家」を自称し、SNSでロリータファッション姿を投稿することがある。

## 経歴

### 中学校卒業まで
柔道は6歳の時に父親が指導者を勤める浦安市柔道協会で始めた。小学校5年の時に全国小学生学年別柔道大会の40kg級準々決勝で福岡県の古賀若菜に判定で敗れて5位だった。6年の時には45kg決勝で古賀に有効で敗れた。帝京中学校へ進むと、2年の時には全国中学校柔道大会の団体戦でエースである1年先輩の高橋瑠璃とともに活躍して2位となった。マルちゃん杯の団体戦では3位だった。その後浦安市立堀江中学校に転校すると、3年の時には全国中学校柔道大会の52kg級で優勝した。

### 高校生時代
憧れていた寝技師として知られる舟久保遥香が在籍していた山梨県の富士学苑高校へ進むと、1年の時には全日本カデで3位になった。全国高校選手権でも3位だった。2年の時には全日本カデの決勝で帝京高校1年の池田海実にGSに入ってから相手の指導先取による反則勝ちをして優勝した。インターハイでは個人戦、団体戦ともに3回戦で敗れた。全日本ジュニアでは3位だった。全国高校選手権の個人戦では決勝で熊本西高校2年の白石響に技ありで敗れて2位だったが、団体戦ではエースで78kg級の黒田亜紀などとともに活躍して優勝した。3年の時には金鷲旗で優勝すると、インターハイの団体戦は出場しなかったがチームは優勝して、女子では2009年の埼玉栄高校以来2校目となる高校団体3冠（全国高校選手権・金鷲旗・インターハイ）を達成した。個人戦では準決勝で修徳高校3年の川田歩実に技ありで敗れて3位にとどまった。全日本ジュニアでも決勝で川田に背負投で敗れて2位だった。

### 社会人時代
2020年に舟久保が在籍する三井住友海上女子柔道部の所属となった。2021年の全日本ジュニアでは3位だった。2022年の実業個人選手権では優勝した。2023年の講道館杯では決勝まで進むも、環太平洋大学4年の白石響に指導先取による反則負けを喫して2位だった。
シニア国際大会への初出場となった2024年3月のグランドスラム・タシケントでは、準々決勝でフランスのアマンディーヌ・ブシャールに技ありで敗れると、その後の3位決定戦でもモンゴルのルハグバスレン・ソソルバラムに反則負けして5位だった。
4月の体重別では準決勝でコマツの白石に技ありで敗れて3位だった。続くアジア選手権では準々決勝で世界2位であるウズベキスタンのディヨラ・ケルディヨロワを技ありで破るも、その後の決勝でUAEのホルロードイ・ビシュレルトに袖釣込腰を仕掛けた際にヘッドダイブとみなされて反則負けとなり2位だった。11月の講道館杯では決勝でパーク24の竹内鈴に技ありで敗れて2位だった。12月のグランドスラム・東京では準決勝で竹内を縦四方固で破るも、決勝でJR東日本の大森生純に技ありで敗れて2位だった。
2025年2月のグランドスラム・パリでは決勝まで進むも、大森に反則負けして2位だった。4月の体重別では初戦で敗れた。続くアジア選手権では決勝で昨年敗れたホルロードイを有効で破り、国際大会で初優勝した。団体戦でも決勝のウズベキスタン戦で技あり勝ちするなどして、チームの優勝に貢献した。6月の実業団体では3位だった。7月のグランドスラム・ウランバートルでは決勝で地元モンゴルのミャグマルスレン・ナンディンエルデネを袖釣込腰で破るなどオール一本勝ちしてIJFワールド柔道ツアー初優勝を飾った。

## 戦績
- 2012年 -　全国小学生学年別柔道大会　5位　(40kg級)
- 2013年 -　全国小学生学年別柔道大会　2位　(45kg級)
- 2015年 -　全国中学校柔道大会　団体戦　2位
- 2015年 -　マルちゃん杯　団体戦　3位

52kg級での戦績
- 2016年 -　全国中学校柔道大会　個人戦　優勝
- 2017年 -　全日本カデ　3位
- 2018年 -　全国高校選手権　3位
- 2018年 -　全日本カデ　優勝
- 2018年 -　ポーランドカデ国際　優勝
- 2018年 -　全日本ジュニア　3位
- 2019年 -　全国高校選手権　個人戦　2位　団体戦　優勝
- 2019年 -　金鷲旗　優勝
- 2019年 -　インターハイ　3位
- 2019年　- 全日本ジュニア　2位
- 2021年　- 全日本ジュニア 3位
- 2022年 -　実業個人選手権　優勝
- 2023年 -　実業個人選手権　3位
- 2023年 -　講道館杯　2位
- 2024年 -　グランドスラム・タシケント　5位
- 2024年 - 体重別 3位
- 2024年 - アジア選手権　2位
- 2024年 -　講道館杯　2位
- 2024年 - グランドスラム・東京　2位
- 2025年 - グランドスラム・パリ　2位
- 2025年 - アジア選手権　個人戦　優勝　団体戦　優勝
- 2025年 - 実業団体 3位
- 2025年 - グランドスラム・ウランバートル 優勝

(出典、JudoInside.com)